# كاستيليخو دي إينيستا
بلدية كاستيليخو دي إينيستا (بالإسبانية: Castillejo de Iniesta)‏، هي إحدى بلديات مقاطعة قونكة إحدى مقاطعات إسبانيا، و التي تقع في منطقة قشتالة لا منتشا وسط البلاد, و المائلة لجهة الشرق من إسبانيا.
يبلغ عدد سكانها 217 نسمة وفقاً لإحصائية سنة (2007).